# (65665) 1986 RP5
(65665) 1986 RP5 là một tiểu hành tinh vành đai chính. Nó được phát hiện bởi Henri Debehogne ở Đài thiên văn La Silla ở Chile ngày 9 tháng 9 năm 1986.